# باول بوش (لاعب اتحاد الرغبي)
باول بوش (بالإنجليزية: Paul Bosch)‏ هو لاعب اتحاد الرغبي جنوب أفريقي، ولد في 24 سبتمبر 1984 في بريتوريا في جنوب أفريقيا.

## وصلات خارجية
- باول بوش على موقع ItsRugby.co.uk (الإنجليزية)